# 安足間駅
安足間駅（あんたろまえき）は、北海道上川郡愛別町字愛山にある北海道旅客鉄道（JR北海道）石北本線の駅である。電報略号はアマ。事務管理コードは▲122507。駅番号はA41。普通列車のみの停車駅である。

## 歴史

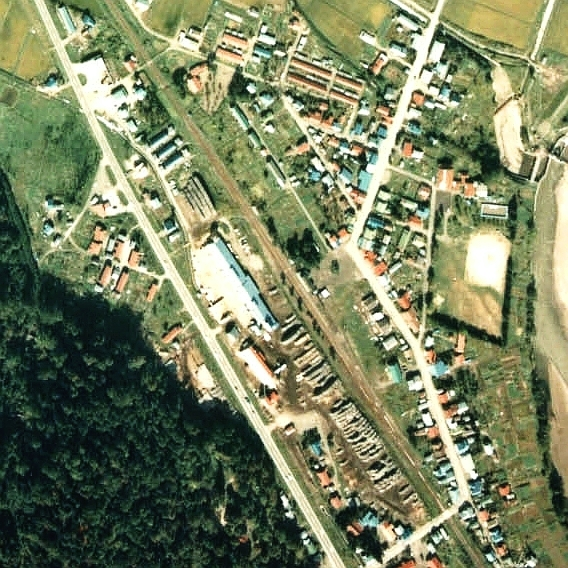
1977年の安足間駅と周囲約500m範囲。右下が上川方面。

- 1923年（大正12年）11月15日：鉄道省石北線愛別駅 - 上川駅間延伸開業に伴い設置[3]。一般駅[1]。
- 1927年（昭和2年）10月10日：所属路線名が石北西線に改称[3]。
- 1929年（昭和4年）11月20日：上川駅 - 中越駅間延伸開業[3]。
- 1932年（昭和7年）10月1日：新旭川駅 - 野付牛駅（現・北見駅）間を石北線と線名改称[3]。
- 1949年（昭和24年）6月1日：公共企業体である日本国有鉄道に移管。
- 1961年（昭和36年）4月1日：所属路線名が石北本線に改称[3]。
- 1975年（昭和50年）12月25日：貨物取り扱い廃止[1]。同年10月に取り扱い休止[4]。
- 1983年（昭和58年）1月10日：CTC化完成に伴い、業務委託駅となる[5][4]。
- 1984年（昭和59年）
  - 2月1日：荷物取り扱い廃止[1][5]。
  - 11月10日：CTC化後第2次合理化の際、無人化[6][5]。
- 1987年（昭和62年）4月1日：国鉄分割民営化により、JR北海道に継承[3]。
- 1988年（昭和63年）11月3日：駅舎改築[5]。この日までに当駅の地上設備の改良工事が行なわれ、優等列車の到達時分の短縮に寄与した[7]。

### 駅名の由来
旧地名より。現在も山や川の名前に残る。アイヌ語の「アンタㇻオマㇷ゚（antar-oma-p）」（淵？・ある・もの）、あるいは「アㇻタオㇿオマㇷ゚（ar-taor-oma-p）」（片側・髙岸・ある・もの）が転訛した「アンタオロマㇷ゚（an-taor-oma-p）」に由来すると推測される。

## 駅構造
2面2線の相対式ホームをもつ地上駅。駅舎反対側2番線が一線スルーとなっている。簡易駅舎を有する。ホームは跨線橋で連絡する。
上川駅管理の無人駅。自動券売機は設置されていない。
なお、交換可能駅であるが、普通列車は全て駅舎寄りの1番線に停車する。

### のりば
| 番線 | 路線      | 方向                 | 行先                 |
| ---- | --------- | -------------------- | -------------------- |
| 1    | ■石北本線 | 上り                 | 旭川方面             |
| 1    | ■石北本線 | 下り                 | 上川方面             |
| 2    | ■石北本線 | （通過・待避ホーム） | （通過・待避ホーム） |

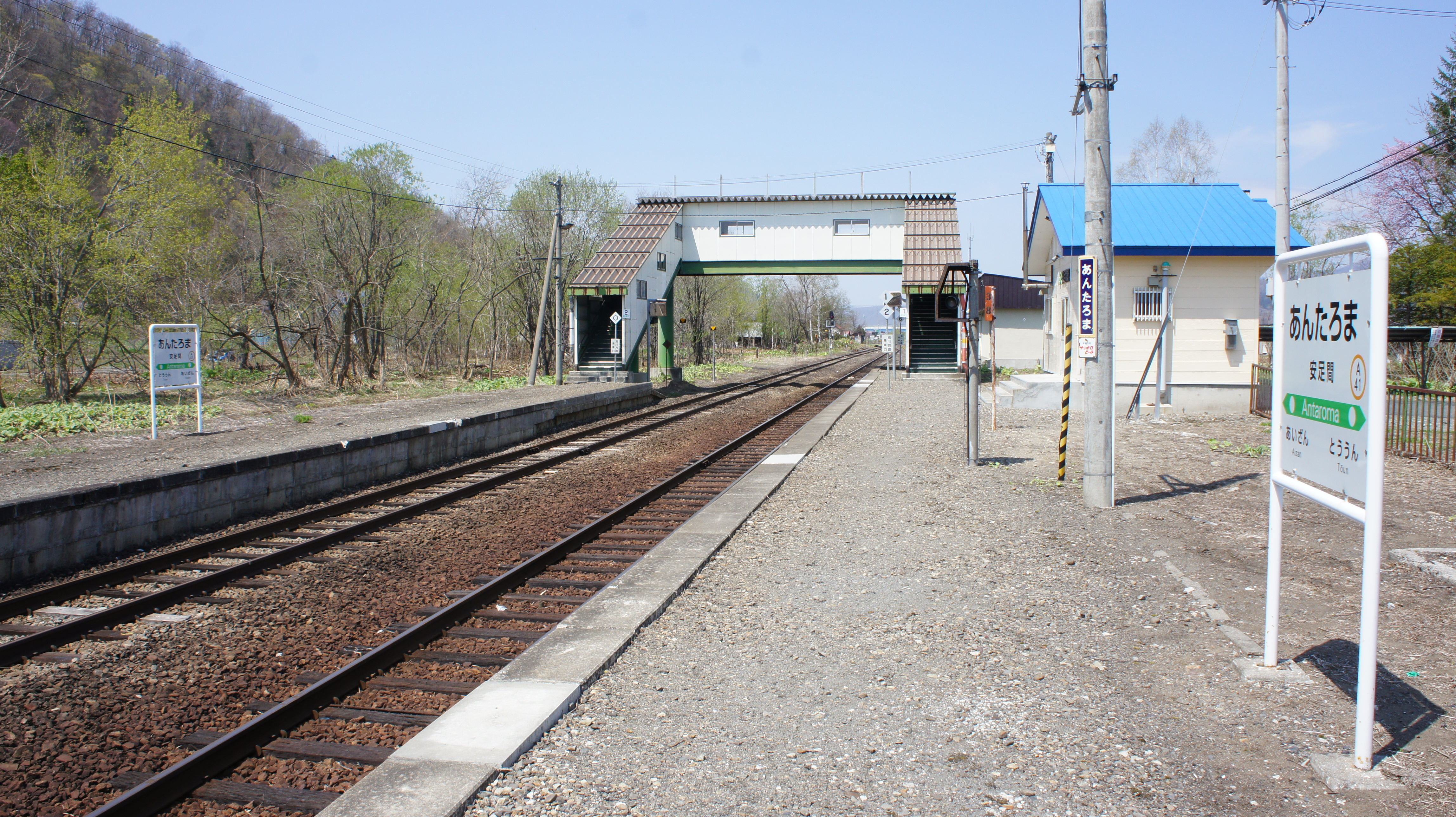
ホーム（2018年5月）
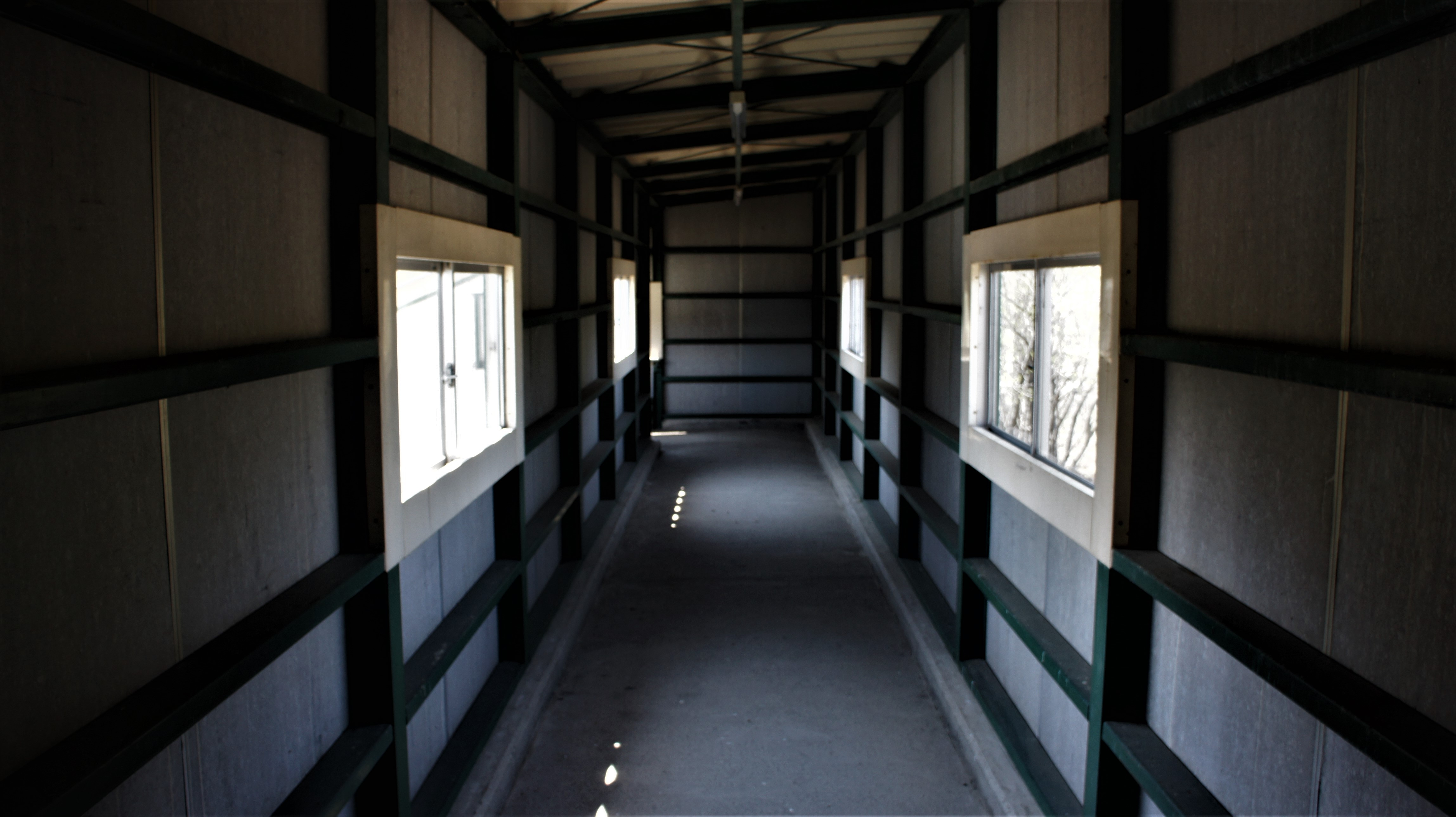
跨線橋（2018年5月）
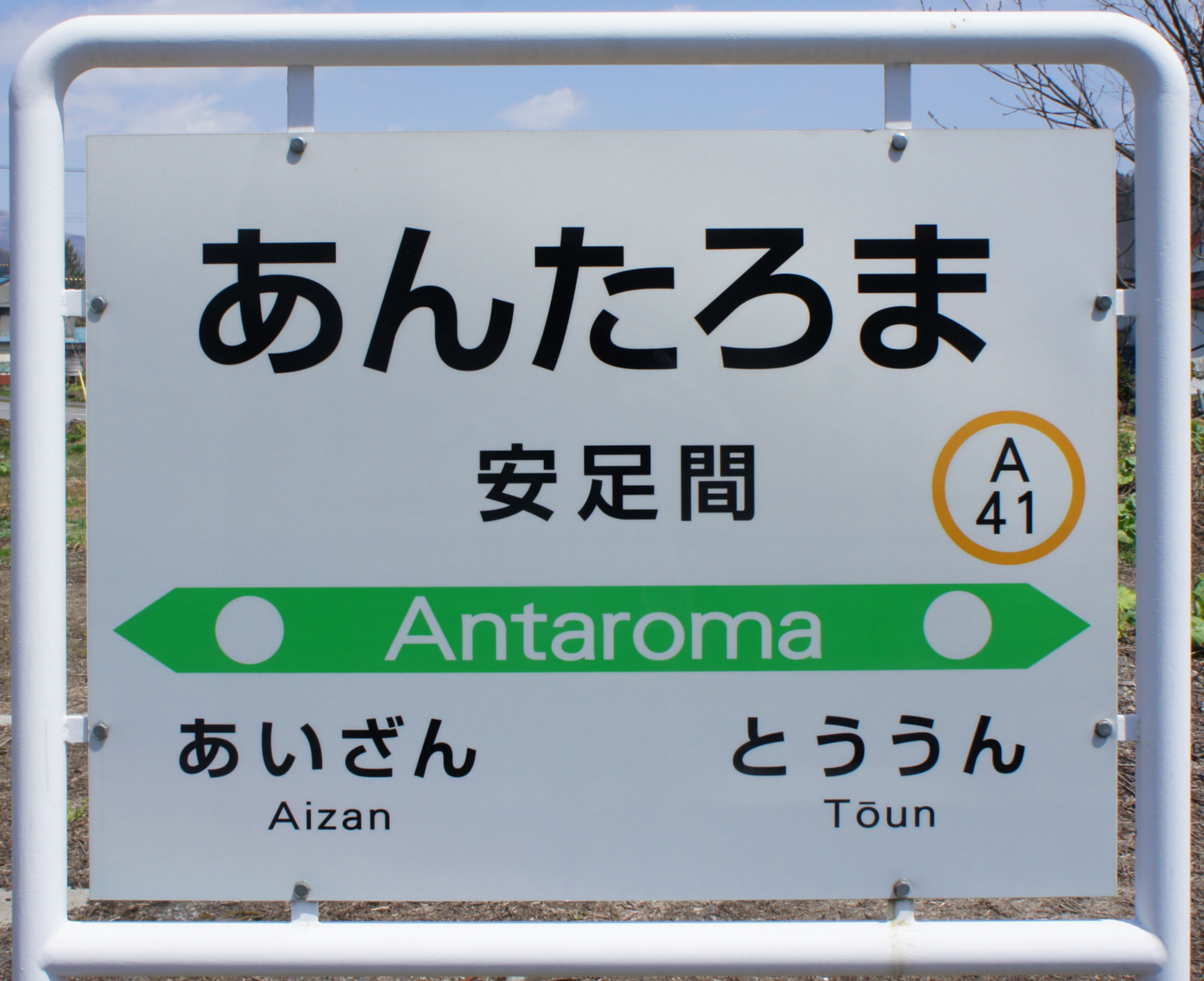
駅名標（2018年5月）

## 利用状況
乗車人員の推移は以下のとおり。年間の値のみ判明している年については、当該年度の日数で除した値を括弧書きで1日平均欄に示す。乗降人員のみが判明している場合は、1/2した値を括弧書きで記した。
また、「JR調査」については、当該の年度を最終年とする過去5年間の各調査日における平均である。
| 年度               | 乗車人員 | 乗車人員 | 乗車人員 | 出典       | 備考 |
| 年度               | 年間     | 1日平均  | JR調査   | 出典       | 備考 |
| ------------------ | -------- | -------- | -------- | ---------- | ---- |
| 1978年（昭和53年） |          | 175      |          | [ 9 ]      |      |
| 2016年（平成28年） |          |          | 5.4      | [ JR北 1 ] |      |
| 2017年（平成29年） |          |          | 4.8      | [ JR北 2 ] |      |
| 2018年（平成30年） |          |          | 5.2      | [ JR北 3 ] |      |
| 2019年（令和元年） |          |          | 4.2      | [ JR北 4 ] |      |
| 2020年（令和02年） |          |          | 3.4      | [ JR北 5 ] |      |
| 2021年（令和03年） |          |          | 2.8      | [ JR北 6 ] |      |
| 2022年（令和04年） |          |          | 3.2      | [ JR北 7 ] |      |
| 2023年（令和05年） |          |          | 3.0      | [ JR北 8 ] |      |

## 駅周辺
- 国道39号
- 旭川東警察署愛山駐在所
- 愛山郵便局
- 上川中央農業協同組合（JA上川中央）愛山店
- 道北バス「安足間入口」停留所

## 隣の駅
北海道旅客鉄道（JR北海道）
■石北本線
中愛別駅 (A39) - *愛山駅 (A40) - 安足間駅 (A41) - *東雲駅 (A42) - 上川駅 (A43)
*:打消線は廃駅

### JR北海道
1. ↑  「石北線（新旭川・網走間）」（PDF）『線区データ（当社単独では維持することが困難な線区）』、北海道旅客鉄道、2017年12月8日。オリジナルの2017年12月9日時点におけるアーカイブ。2017年12月10日閲覧。
2. ↑  「石北線（新旭川・網走間）」（PDF）『線区データ（当社単独では維持することが困難な線区）(地域交通を持続的に維持するために)』、北海道旅客鉄道株式会社、3頁、2018年7月2日。オリジナルの2018年8月19日時点におけるアーカイブ。2018年8月19日閲覧。
3. ↑  “石北線（新旭川・網走間）” (PDF). 線区データ（当社単独では維持することが困難な線区）(地域交通を持続的に維持するために).   北海道旅客鉄道. p. 3 (2019年10月18日). 2019年10月18日時点のオリジナルよりアーカイブ。2019年10月18日閲覧。
4. ↑  “石北線（新旭川・網走間）” (PDF). 地域交通を持続的に維持するために > 輸送密度200人以上2,000人未満の線区（「黄色」8線区）.   北海道旅客鉄道. p. 3・4 (2020年10月30日). 2020年11月2日時点のオリジナルよりアーカイブ。2020年11月2日閲覧。
5. ↑  “駅別乗車人員  特定日調査（平日）に基づく”.   北海道旅客鉄道. 2022年8月3日時点のオリジナルよりアーカイブ。2022年8月14日閲覧。
6. ↑  “駅別乗車人員  特定日調査（平日）に基づく”.   北海道旅客鉄道. 2022年9月3日時点のオリジナルよりアーカイブ。2022年9月3日閲覧。
7. ↑  “駅別乗車人員  特定日調査（平日）に基づく”.   北海道旅客鉄道. 2023年11月10日時点のオリジナルよりアーカイブ。2023年11月10日閲覧。
8. ↑  “駅別乗車人員  特定日調査（平日）に基づく”.   北海道旅客鉄道 (2024年). 2024年9月9日時点のオリジナルよりアーカイブ。2024年9月9日閲覧。